# Southern Tagalog
Southern Tagalog ist ein ehemaliger Bezirk der Philippinen.
Er beinhaltete die Provinzen Cavite, Laguna, Batangas, Rizal, Quezon, Aurora, Oriental Mindoro sowie Occidental Mindoro, Marinduque, Romblon und die Inselprovinz Palawan.
Mit dem Executive Order 103, unterzeichnet von Präsidentin Gloria Macapagal-Arroyo, wurde der Bezirk IV mit Wirkung vom 17. Mai 2002 in die Bezirke CALABARZON (IV-A) und MIMAROPA (IV-B) geteilt. Die Provinz Aurora wurde durch denselben Beschluss dem Bezirk III, Central Luzon, zugeordnet.